# Spike (American Football)
Ein Spike ist im American Football ein Spielzug, bei dem der Quarterback direkt nach Erhalt des Snaps den Ball auf den Boden wirft. Ein Spike ist technisch gesehen ein unvollständiger Pass, wodurch die Uhr gestoppt wird, und das ballführende Team einen Down kostet. Ein Spike wird in der Regel ausschließlich kurz vor Ende einer Spielhälfte durchgeführt, wenn die Uhr nach einem vorangegangenen Spielzug weiterläuft.
Ein Spike wird nicht als Intentional Grounding geahndet, wenn der Quarterback den Spike sofort nach dem Erhalt des Snaps durchführt. Eine Strafe wird nur dann verhängt, wenn der Quarterback den Spike verzögert, etwa indem er einen Lauf begonnen hat, den Ball einem anderen Spieler übergeben hatte oder einen Pass angetäuscht hat. Der einzige Verlust ist das Down, welches geopfert wurde. Aufgrund des Verlustes eines Downs wird der Spike meist nur genommen, wenn einer Mannschaft keine Timeouts mehr zur Verfügung stehen.
Das Ausführen eines Spikes setzt voraus, dass das ausführende Team auch den folgenden Spielzug ausführt, es wird also nie bei einem 4th Down gespielt, wo stattdessen eine No-Huddle Offense gespielt wird.
Am 18. Oktober 2014 spikete Nick Montana, Sohn von Joe Montana, am Ende der ersten Hälfte den Ball bei einem 4th Down bei einem Spiel zwischen der Tulane University und der University of Central Florida und provozierte so ein Turnover; er glaubte irrtümlich, dass seine Mannschaft bereits ein neues 1st Down erreicht hatte.